# Krasznoszlobodszk (Mordvinföld)
Krasznoszlobodszk (oroszul: Краснослободск) város Oroszországban, Mordvinföldön, a Krasznoszlobodszki járás székhelye.  
Lakossága: 10 151 fő (a 2010. évi népszámláláskor).

## Fekvése
Mordvinföld nyugati felének központjában, Szaranszktól 107 km-re, a Moksa (az Oka mellékfolyója) bal partján helyezkedik el. A városon át vezet az M5-ös „Urál” főút Szaranszk felé tartó mellékága. A legközelebbi vasútállomás az 52 km-re fekvő Kovilkino, a Rjazany–Ruzajevka–Szaranszk vasútvonalon.

## Története
Alapításának időpontja bizonytalan. A 16. században az orosz állam egy sor erődítményt alapított a nogaji és a krími tatárok támadásainak visszaverésére. A Moksa melletti magas dombra épült erődítmény 1571 óta ismert, mellette alakult ki a település, Krasznaja Szloboda. Lehetséges, hogy még korábban egy Tvergy nevű mordvin erődítmény állt ezen a helyen. Egy másik változat szerint 1627-ben alapították, ebben az évben említi írott forrás. Más verziók is ismeretesek. A „krasznaja” – jelentése: 'szép' – a sűrű erdővel körülvett település elhelyezkedésére utal. 1706-ban város és egy alsóbb szintű közigazgatási egység székhelye lett. 
A 18. század végén készült általános rendezési tervnek megfelelően a régi erődítmény helyén központi teret alakítottak ki, 1780–1785 között ott épült fel a székesegyház. 1817-ben egy nagy tűzvész alkalmával csaknem az egész város leégett. Az újjáépítés során a székesegyházon átalakítást hajtottak végre, gazdag kereskedők lakóházai épültek a főtéren, melynek egyik oldalán nagy parkot alakítottak ki. A városnak hat temploma volt, és környékén több, a 17–18. században alapított – női és férfi – kolostor működött. A 19. században létesült az északi városrészben az Uszpenszkij-kolostor.
1928-ban a város járási székhely lett. A szovjet időszakban a templomok többségét lebontották, némelyeket csonkán meghagytak. A régi földszintes vagy egyemeletes családi házaktól kissé távolabb, az északi, északnyugati városrészen többszintes házakból álló lakótelepek épültek.

## Gazdasága
A Krasznoszlobodszki Rádiógyár Rt vízórák, árammérők, autóriasztó és tűzjelző készülékek gyártására állt át. A város 1963-ban alapított iparvállatának az 1990-es években privatizált utóda (Promszvjaz) 2012-ben megszűnt. A fonó- és szövőgyár napjainkban ágyterítőket, takarókat készít és kínál eladásra.ref 
A Moksa folyó városi hídja az 1960-as években épült. A 250 m hosszú, 7 m széles híd felújítását 2015-re tervezték. 2014 őszén befejezéshez közeledett a települést elkerülő 11 km-es autóút építése.